# Patuljasti ruj
Patuljasti ruj (lat. Rhus aromatica) je biljka iz porodice Anacardiaceae, potječe iz Amerike i Kanade.
Grmoliko stablo ove biljke naraste do 2.5 metra visine. U cvatu ima grozdaste cvjetove žute boje, rodi manjim crvenkastim plodovima koji se osušeni mogu procesuirati u čajni napitak. Zbog gnječenja lišće i peteljke listova ove biljke otpuštaju blag citrusni miris.
Često nepoznavatelji ovu biljku zamjenjuju s otrovnim bršljanom (Toxicodendron radicans). Razika između ove dvije biljke je u mirisu kojeg otrovni bršljan pri gnječenju ne otpušta jer ga ne posjeduje.

## Vanjske poveznice
|  | Zajednički poslužitelj ima još gradiva o temi Rhus aromatica |
|  | Wikivrste imaju podatke o taksonu Rhus aromatica             |